# IC 5100
IC 5100 ist eine Balken-Spiralgalaxie vom Hubble-Typ SBc im Sternbild Pfau am Südsternhimmel. Sie ist schätzungsweise 223 Millionen Lichtjahre von der Milchstraße entfernt und hat einen Durchmesser von etwa 125.000 Lichtjahren. Vermutlich bildet sie gemeinsam mit IC 5101 ein gravitativ gebundenes Galaxienpaar.
Im selben Himmelsareal befindet sich u. a. die Galaxie IC 5094.
Das Objekt wurde am 22. August 1900 von DeLisle Stewart entdeckt.